# Campeonato Sergipano de Futebol de 1997 - Série A2
O Campeonato Sergipano da Série A2 de 1997 foi a 9ª edição do torneio que corresponde à segunda divisão do futebol em Sergipe.
Em 29 de maio de 1997, no jogo de ida da decisão, o Estanciano venceu o Gararu, em Gararu, por 2–1 e em 1° junho, em Estância, venceu por 1–0, garantindo o seu primeiro título profissional da história.

## Formato e Regulamento
O Campeonato será disputado em dois turno
No Primeiro Turno e Segundo Turno, os 7 (sete) clubes jogaram entre si dentro do grupo, em partidas de ida, totalizando 6 partidas para cada clube, classificando-se o primeiro colocado de cada turno para as finais. Em caso de empate em pontos ganhos entre dois ou mais clubes ao final do Primeiro e Segundo Turno, o desempate, para efeito de classificação, será efetuado observando-se os critérios abaixo:
1. Maior número de vitórias;
2. Maior saldo de gols;
3. Maior número de gols pró;
4. Confronto direto (entre dois clubes somente);
5. Sorteio.

O campeão e o vice garante vaga na Série A1 1998.

## Equipes Participantes
Abaixo a lista dos clubes que participaram do campeonato em 1997.
| Baixa | Equipes rebaixadas da Série A1 de 1996 |

## Primeiro Turno

### Grupo Único
| Pos | Times       | Pts | J | V | E | D | GP | GC | SG  |
| --- | ----------- | --- | - | - | - | - | -- | -- | --- |
| 1   | Estanciano  | 16  | 6 | 5 | 1 | 0 | 13 | 2  | +11 |
| 2   | Lagartense  | 12  | 6 | 3 | 3 | 0 | 8  | 2  | +6  |
| 3   | Propriá     | 7   | 6 | 2 | 1 | 3 | 7  | 6  | +1  |
| 4   | Gararu      | 7   | 6 | 2 | 1 | 3 | 6  | 6  | 0   |
| 5   | Dorense     | 6   | 6 | 1 | 3 | 2 | 7  | 9  | -2  |
| 6   | Cotinguiba  | 5   | 6 | 1 | 2 | 3 | 4  | 9  | -5  |
| 7   | Boquinhense | 4   | 6 | 1 | 1 | 4 | 5  | 16 | -11 |

|             | BOQ   | COT   | DOR   | EST   | GAR   | ACL   | PRO   |
| ----------- | ----- | ----- | ----- | ----- | ----- | ----- | ----- |
| Boquinhense | —     | 1 – 1 | —     | 0 – 3 | 0 – 2 | —     | —     |
| Cotinguiba  | —     | —     | —     | 1 – 4 | 1 – 0 | —     | 0 – 1 |
| Dorense     | 2 – 3 | 3 – 1 | —     | —     | —     | 1 – 1 | —     |
| Estanciano  | —     | —     | 3 – 0 | —     | —     | 0 – 0 | 1 – 0 |
| Gararu      | —     | —     | 0 – 0 | 1 – 2 | —     | —     | 3 – 2 |
| Lagartense  | 5 – 1 | 0 – 0 | —     | —     | 1 – 0 | —     | —     |
| Propriá     | 3 – 0 | —     | 1 – 1 | —     | —     | 0 – 1 | —     |

|  |                     |  |        |  |                      |
|  | Vitória do Mandante |  | Empate |  | Vitória do Visitante |

#### Rodadas na liderança e Lanterna
Em negrito, os clubes que mais permaneceram na liderança.
| Liderança  | Liderança | Liderança | Liderança  | Liderança  | Liderança | Liderança |
| ---------- | --------- | --------- | ---------- | ---------- | --------- | --------- |
| 1          | 2         | 3         | 4          | 5          | 6         | 7         |
| ESTANCIANO |           |           |            |            |           |           |
| Lanterna   |           |           |            |            |           |           |
| 1          | 2         | 3         | 4          | 5          | 6         | 7         |
| DORENSE    | DORENSE   | PRO       | COTINGUIBA | COTINGUIBA | DOR       | BOQ       |

#### Jogos
| 23 de Fevereiro - 1ª Rodada |       |             |                                          |
| Boquinhense                 | 1 – 1 | Cotinguiba  | a definir                                |
| Estanciano                  | 3 – 0 | Dorense     | a definir                                |
| Gararu                      | 3 – 2 | Propriá     | a definir                                |
| 1 de Março - 2ª Rodada      |       |             |                                          |
| Cotinguiba                  | 1 – 4 | Estanciano  | a definir                                |
| 2 de Março                  |       |             |                                          |
| Dorense                     | 2 – 3 | Boquinhense | Ariston Azevedo, Nossa Senhora das Dores |
| Propriá                     | 0 – 1 | Lagartense  | a definir                                |
| 9 de Março - 3ª Rodada      |       |             |                                          |
| Estanciano                  | 1 – 0 | Propriá     | a definir                                |
| Gararu                      | 0 – 0 | Dorense     | a definir                                |
| Lagartense                  | 0 – 0 | Cotinguiba  | a definir                                |
| 15 de Março - 4ª Rodada     |       |             |                                          |
| Cotinguiba                  | 0 – 1 | Propriá     | a definir                                |
| 16 de Março                 |       |             |                                          |
| Boquinhense                 | 0 – 2 | Gararu      | a definir                                |
| Dorense                     | 1 – 1 | Lagartense  | Ariston Azevedo, Nossa Senhora das Dores |
| 23 de Março - 5ª Rodada     |       |             |                                          |
| Propriá                     | 1 – 1 | Dorense     | a definir                                |
| Lagartense                  | 5 – 1 | Boquinhense | a definir                                |
| Gararu                      | 1 – 2 | Estanciano  | a definir                                |
| 29 de Março - 6ª Rodada     |       |             |                                          |
| Cotinguiba                  | 1 – 0 | Gararu      | a definir                                |
| 30 de Março                 |       |             |                                          |
| Propriá                     | 3 – 0 | Boquinhense | a definir                                |
| Estanciano                  | 0 – 0 | Lagartense  | a definir                                |
| 5 de Abril - 7ª Rodada      |       |             |                                          |
| Dorense                     | 3 – 1 | Cotinguiba  | Ariston Azevedo, Nossa Senhora das Dores |
| 6 de Abril                  |       |             |                                          |
| Boquinhense                 | 0 – 3 | Estanciano  | a definir                                |
| Lagartense                  | 1 – 0 | Gararu      | a definir                                |

## Segundo Turno

### Grupo Único
| Pos | Times        | Pts | J | V | E | D | GP | GC | SG  |
| --- | ------------ | --- | - | - | - | - | -- | -- | --- |
| 1   | Gararu       | 14  | 6 | 4 | 2 | 0 | 14 | 6  | +8  |
| 2   | Estanciano   | 11  | 6 | 3 | 2 | 1 | 17 | 9  | +8  |
| 3   | Lagartense   | 11  | 6 | 3 | 2 | 1 | 12 | 4  | +8  |
| 4   | Cotinguiba*  | 6   | 5 | 2 | 0 | 3 | 9  | 10 | -1  |
| 5   | Propriá*     | 3   | 4 | 1 | 0 | 3 | 4  | 8  | -4  |
| 6   | Dorense*     | 3   | 4 | 0 | 3 | 1 | 3  | 4  | -1  |
| 7   | Boquinhense* | 2   | 5 | 0 | 1 | 4 | 4  | 22 | -18 |

|             | BOQ   | COT   | DOR   | EST   | GAR   | ACL   | PRO   |
| ----------- | ----- | ----- | ----- | ----- | ----- | ----- | ----- |
| Boquinhense | —     | —     | 1 – 1 | —     | —     | 0 – 5 | n/p   |
| Cotinguiba  | 5 – 1 | —     | n/p   | —     | —     | 2 – 1 | —     |
| Dorense     | —     | —     | —     | 1 – 1 | 0 – 0 | —     | n/p   |
| Estanciano  | 7 – 0 | 3 – 1 | —     | —     | 2 – 4 | —     | —     |
| Gararu      | 4 – 2 | 4 – 1 | —     | —     | —     | 0 – 0 | —     |
| Lagartense  | —     | —     | 2 – 1 | 1 – 1 | —     | —     | 3 – 0 |
| Propriá     | —     | 1 – 0 | —     | 2 – 3 | 1 – 2 | —     | —     |

|  |                     |  |        |  |                      |
|  | Vitória do Mandante |  | Empate |  | Vitória do Visitante |

- Os clubes sinalizados com o (*) teve partidas que não possuí dados concretos dos resultados.

#### Rodadas na liderança e Lanterna
Em negrito, os clubes que mais permaneceram na liderança.
| Liderança | Liderança  | Liderança  | Liderança   | Liderança   | Liderança   | Liderança   |
| --------- | ---------- | ---------- | ----------- | ----------- | ----------- | ----------- |
| 1         | 2          | 3          | 4           | 5           | 6           | 7           |
| ACL       | ESTANCIANO | ESTANCIANO | ESTANCIANO  | GARARU      | GARARU      | GARARU      |
| Lanterna  |            |            |             |             |             |             |
| 1         | 2          | 3          | 4           | 5           | 6           | 7           |
| PROPRIÁ   | PROPRIÁ    | PROPRIÁ    | BOQUINHENSE | BOQUINHENSE | BOQUINHENSE | BOQUINHENSE |

#### Jogos
| 13 de Abril - 1ª Rodada |       |             |                                          |
| Estanciano              | 3 – 1 | Cotinguiba  | a definir                                |
| Boquinhense             | 1 – 1 | Dorense     | a definir                                |
| Lagartense              | 3 – 0 | Propriá     | a definir                                |
| 19 de Abril - 2ª Rodada |       |             |                                          |
| Cotinguiba              | 5 – 1 | Boquinhense | a definir                                |
| 20 de Abril             |       |             |                                          |
| Dorense                 | 1 – 1 | Estanciano  | Ariston Azevedo, Nossa Senhora das Dores |
| Propriá                 | 1 – 2 | Gararu      | a definir                                |
| 26 de Abril - 3ª Rodada |       |             |                                          |
| Cotinguiba              | 2 – 1 | Lagartense  | a definir                                |
| 27 de Abril             |       |             |                                          |
| Propriá                 | 2 – 3 | Estanciano  | a definir                                |
| Dorense                 | 0 – 0 | Gararu      | Ariston Azevedo, Nossa Senhora das Dores |
| 4 de Maio - 4ª Rodada   |       |             |                                          |
| Propriá                 | 1 – 0 | Cotinguiba  | a definir                                |
| Gararu                  | 4 – 2 | Boquinhense | a definir                                |
| Lagartense              | 2 – 1 | Dorense     | a definir                                |
| 11 de Maio - 5ª Rodada  |       |             |                                          |
| Dorense                 | n/p   | Propriá     | Ariston Azevedo, Nossa Senhora das Dores |
| Boquinhense             | 0 – 5 | Lagartense  | a definir                                |
| Estanciano              | 2 – 4 | Gararu      | a definir                                |
| 18 de Maio - 6ª Rodada  |       |             |                                          |
| Gararu                  | 4 – 1 | Cotinguiba  | a definir                                |
| Boquinhense             | n/p   | Propriá     | a definir                                |
| Lagartense              | 1 – 1 | Estanciano  | a definir                                |
| 24 de Maio - 7ª Rodada  |       |             |                                          |
| Cotinguiba              | n/p   | Dorense     | a definir                                |
| 25 de Maio              |       |             |                                          |
| Gararu                  | 0 – 0 | Lagartense  | a definir                                |
| Estanciano              | 7 – 0 | Boquinhense | a definir                                |

## Final
Jogo de ida
| 29 de maio    | Gararu | 1 - 2 | Estanciano | Estádio João Alves, Gararu |
| 15:00 (UTC−3) |        |       |            |                            |

Jogo de volta
| 01 de junho  | Estanciano | 1 - 0 | Gararu | Estádio Vila Operária, Estância |
| 15:00(UTC−3) |            |       |        |                                 |

### Premiação
| Campeonato Sergipano de 1997 Série A2 |
| ------------------------------------- |
| Estanciano Campeão (1.º título)       |